# Biên giới Kazakhstan - Trung Quốc
Biên giới Kazakhstan - Trung Quốc (tiếng Kazakh: Қазақстан-Қытай мемлекеттiк шекарасы, tiếng Nga: Казахстанско-китайская государственная граница, tiếng Trung: 中哈边界; bính âm: Zhōng-Hā biānjiè) là biên giới quốc tế giữa Cộng hoà Nhân dân Trung Hoa và Cộng hòa Kazakhstan (thành viên của CIS). Đường biên giới giữa hai nước được thừa hưởng phần lớn từ biên giới hiện hữu giữa Liên bang Xô Viết và CHND Trung Quốc, và trước đó là giữa đế quốc Nga và đế chế nhà Thanh; tuy nhiên, nó được phân định hoàn toàn chỉ vào cuối thế kỷ 20 và đầu thế kỷ 21. Theo các uỷ ban biên giới quốc tế đã tiến hành phân giới biên giới, biên giới này dài 1782,75 km.

## Lịch sử

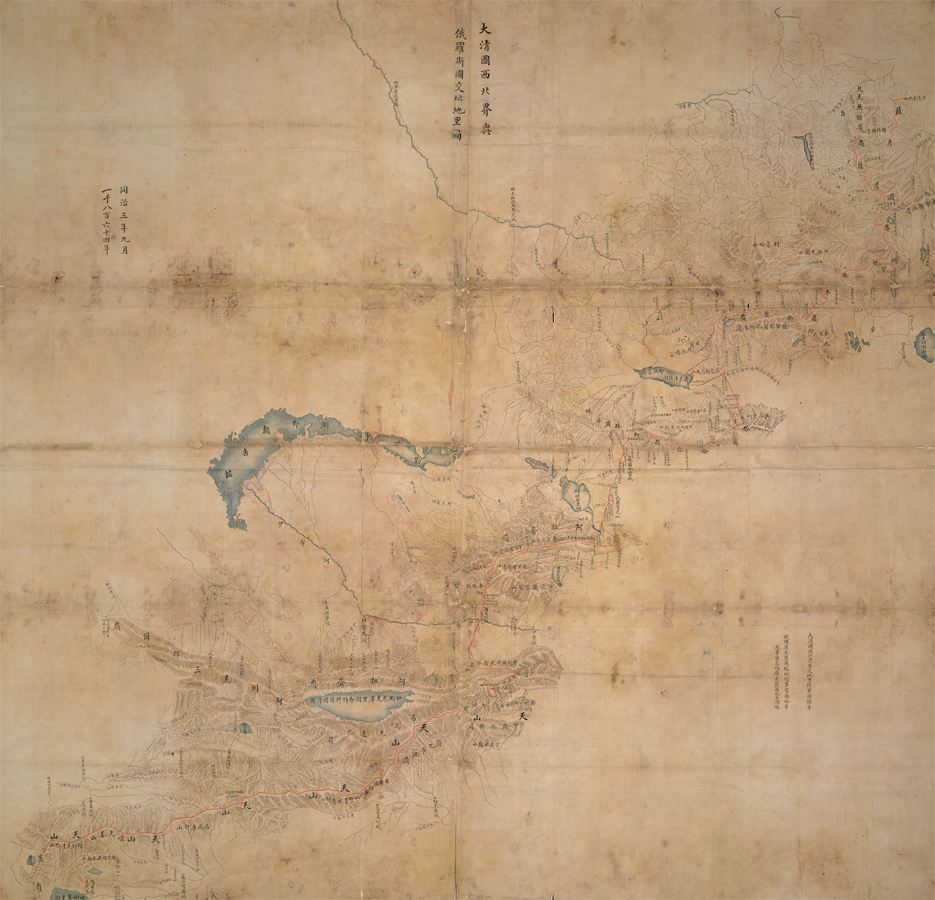
Biên giới Trung-Nga được đề cập trong Nghị định thư Chuguchak (1864). Biên giới Trung-Kazakh ngày nay phần lớn tuân theo đường dây được thiết lập trong giao thức này, với những thay đổi khá nhỏ

Nguồn gốc của đường biên giới giữa Trung Quốc và Kazakhstan bắt đầu từ giữa thế kỷ 19, khi đế chế Nga có thể kiểm soát vùng hồ Zaysan. Việc thành lập biên giới giữa đế chế Nga và đế chế nhà Thanh, không quá khác biệt với biên giới Trung-Kazakh hiện nay, được quy định trong Công ước Bắc Kinh năm 1860; đường biên giới thực tế theo quy ước được rút ra bởi Nghị định thư của Chuguchak (1864), để lại Zaysan ở phía Nga. Sự hiện diện quân sự của nhà Thanh trong lưu vực Irtysh tan vỡ trong cuộc nổi dậy của Dungan (1862-77). Sau sự sụp đổ của cuộc nổi dậy và tái thiết Tân Cương bởi Zuo Zongtang, ranh giới giữa Nga và nhà Thanh nằm trong lưu vực sông Ili đã được điều chỉnh lại một chút, thuận lợi cho phía Nga, theo Hiệp ước Saint Petersburg (1881).
Sau Cách mạng Tân Hợi và Cuộc nội chiến Trung Quốc ở Trung Quốc, Cách mạng tháng 10 và Cuộc Nội chiến Nga ở Nga, biên giới Trung-Nga đã trở thành biên giới Trung Quốc và Liên Xô. Tuy nhiên, các nhà chức trách Trung Quốc và Liên Xô không phải lúc nào cũng nhất trí với đường biên giới trên mặt đất, dẫn đến cuộc xung đột biên giới phía đông của Hồ Zhalanashkol vào tháng 8 năm 1969.
Sau khi Kazakhstan trở thành một quốc gia độc lập, nó thương lượng một hiệp ước biên giới với Trung Quốc, được ký tại Almaty vào ngày 26 tháng 4 năm 1994 và được tổng thống Kazakh phê chuẩn vào ngày 15 tháng 6 năm 1995. Theo thỏa thuận, một dải đất đồi ở phía đông của Zhalanashkol mà Liên bang Xô viết và Trung Quốc đã tranh luận vào năm 1969 được công nhận là lãnh thổ của Trung Quốc.
Để mô tả chính xác hơn các phần nhỏ của biên giới, các thỏa thuận bổ sung đã được ký vào ngày 24 tháng 9 năm 1997 và ngày 4 tháng 7 năm 1998. Trong vài năm sau đó, biên giới được phân chia phân chia bởi các ủy ban chung. Theo các biên bản và bản đồ của ủy ban, đường biên giới của hai nước là 1782,75 km, trong đó có 1215,86 km đường biên giới đất liền và 566,89 km đường biên giới dọc theo (hoặc qua) sông hồ. Công việc của ủy ban đã được ghi lại bằng một số biên bản chung, kết thúc với Nghị định thư ký kết tại Bắc Kinh vào ngày 10 tháng 5 năm 2002.
The two countries' border protection authorities carry out regular meetings, and on occasions even joint border patrols. 
Cơ quan bảo vệ biên giới của hai quốc gia thường xuyên tổ chức các cuộc họp, và đôi khi thậm chí cả các cuộc tuần tra chung.

## Tuyến đường qua biên giới

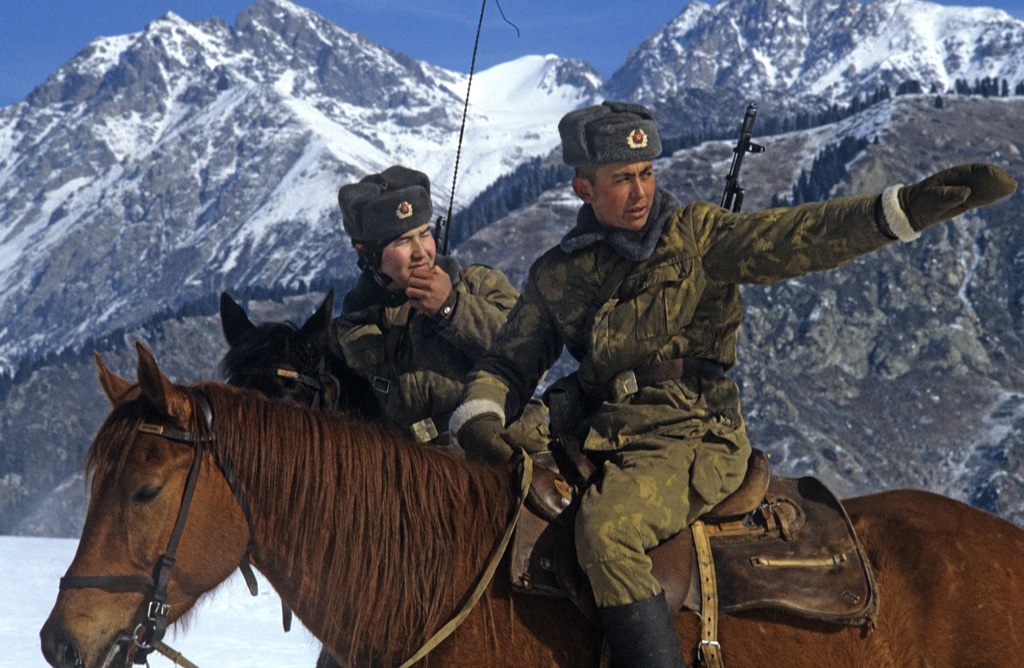
Quân đội biên phòng Liên Xô tuần tra biên giới Xô - Trung (bây giờ là biên giới Kazakhstan - Trung) gần Khorgos 1984

Có một số đoạn đường cao tốc qua biên giới, cũng như hai đoạn đường sắt: tại Dostyk / Alashankou và Khorgos.